# Régime primaire
En droit québécois, le régime primaire est la partie du Code civil du Québec qui est constitué de règles impératives visant à organiser les relations des époux sur des points fondamentaux. Les dispositions pertinentes sont au chapitre portant sur les effets du mariage, soit les articles 391 à 430 C.c.Q. Il inclut la protection de la résidence familiale, le patrimoine familial et la prestation compensatoire. 
Par opposition au régime primaire, la société d'acquêts est parfois appelée régime secondaire puisque c'est le régime matrimonial par défaut lorsque les époux ne concluent pas de contrat de mariage. 